# 亞洲國際新聞
亞洲國際新聞（英語：Asian News International）是一家总部位于印度新德里的印度通讯社，它为印度及其他地区的众多新闻機構提供多媒體新闻源。亞洲國際新聞由Prem Prakash於1971年12月9日創辦。截至2019年，它是印度最大的电视通讯社。

## 爭議
該通訊社被一些人認為是印度中央政府的政治宣傳工具，常從印度龐大的假新聞網站網絡裡尋找材料，又經常故意誤報事件。不過ANI並不承認這些指控，並於2024年7月对维基媒体基金会提起诉讼，声称ANI的维基百科條目的內容涉嫌诽谤，并要求赔偿2千万卢比。審理此案的德里高等法院法官認為不應該在條目中加入「ANI是印度政府宣傳工具」 的語句，因為這樣會有損這家媒體的公信力。法官要求維基媒體基金會透露是誰往條目中加入這些句子的，但維基媒體基金會並沒有這麼做。9月5日，法院威胁要判處維基媒體基金會犯下藐视法庭罪，并警告说，如果維基媒體基金會再不遵守规定，维基百科可能会在印度被封锁。法官表示：“如果你不喜欢印度，就請滾出印度……我们会要求政府封锁你的网站”。維基媒體基金表示有多个可靠的二手來源可以證明條目中的這些內容。
英文維基百科上曾建有專門講述此次訴訟的条目（即本章节头提及的条目的英文版本）。德里高等法院又裁定，該條目對诉讼的批评“相当于干涉法庭判案”，要求維基媒體基金會將該條目刪除。維基媒體基金會隨即將該條目刪除。這也是第一次有英文维基百科的条目被維基媒體基金會删除。